# Ciguatera

Structura chimică a ciguatoxinei-CTX1B. Ciguatoxina nu se distruge prin fierbere.

Ciguatera este o intoxicație alimentară de natură chimică, datorată ingerării a diferite specii de viețuitoare marine contaminate cu ciguatoxină, prezentă mai ales în microalga Gambierdiscus toxicus. Mai ales populațiile din oceanul Pacific și Caraibe, consumatoare de murenă, pește papagal, grouper(meru?), peștele balistă (pește tigru?) sau amberjackpește pilot? suferă de acest tip de intoxicație.

## Istoric
Ciguatera este o intoxicațe cunoscută de mult timp, dar prima descriere a bolii aparține medicului chinez Chen Tsang Chi, anul 650 din timpul dinastiei T'ang.La începutul secolului XV, progresul navigației au permis marilor aventurieri și exploratori ai epocii să descopere uneori pe propria piele intoxicația cu ciguatera. Columb, Magellan, Cortez, Vasco da Gamma o descriu în notele despre Caraibe; Fernandes de Quiros, James Cook in descrierile despre Pacific. 